# Stadio Via del Mare
Stadio Via del Mare je víceúčelový stadion v italském městě Lecce. Pojme 31 533 diváků (jiné zdroje uvádějí větší kapacitu) a své domácí zápasy zde hraje tým US Lecce.
Byl slavnostně otevřen 11. září 1966 zápasem US Lecce - FC Spartak Moskva.

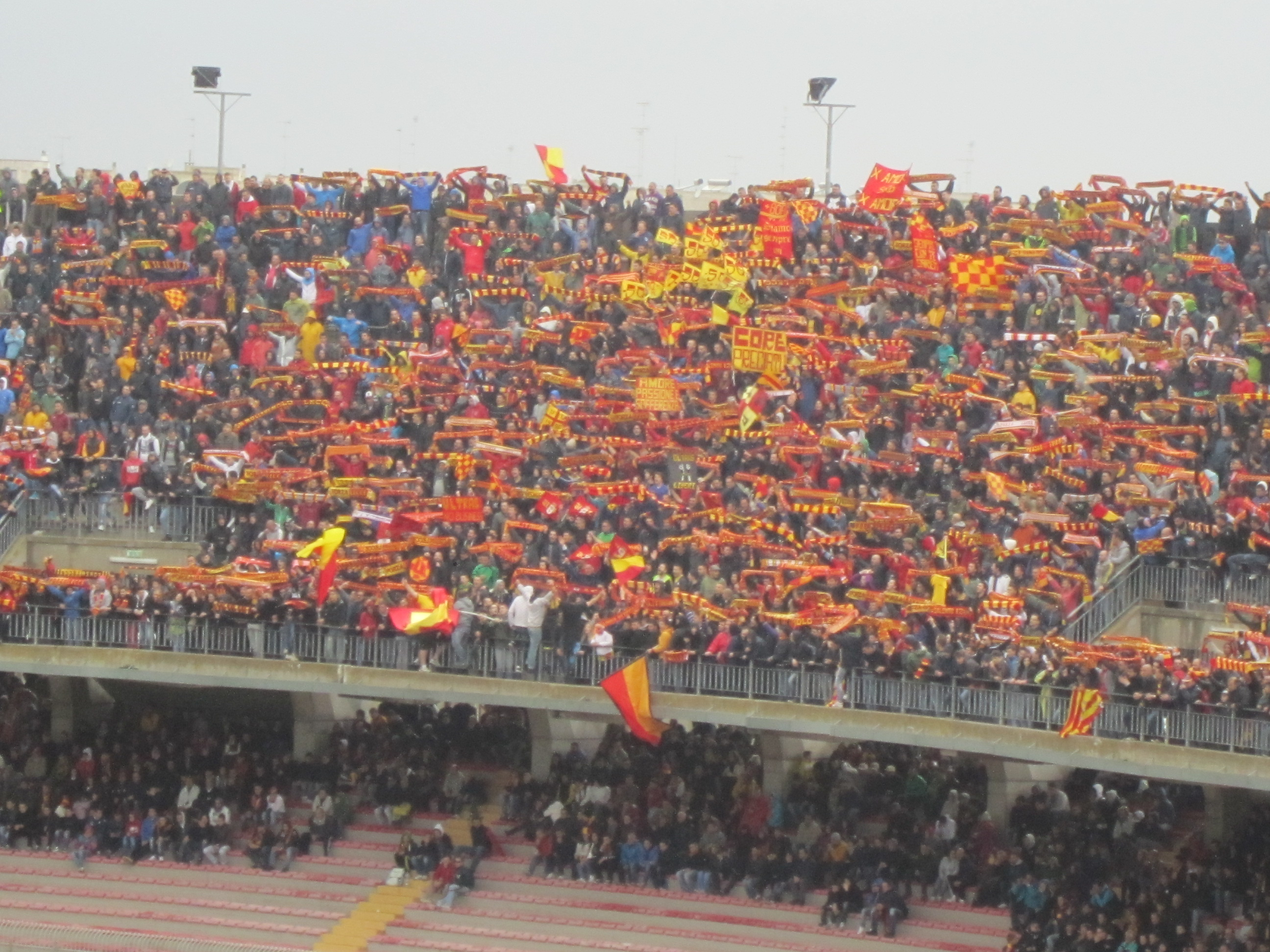
Lecce supporets during Lecce vs. Roma, April 2012

 Počáteční kapacita byla 16 000 diváků. V roce 1976 byla zvýšena na 20 500 diváků. V roce 1985 dosahovala kapacita až 55 000 diváků, poté ale byla snížena na současných 33 875 diváků. Sedadla jsou červená nebo žlutá (klubové barvy) a na hlavní tribuně je nápis US Lecce. Čtyřikrát zde hrála Italská reprezentace. V roce 1991 hostil stadion projev papeže Jana Pavla II.